# Тубальцева Надія Павлівна
Надія Павлівна Тубальцева (26 травня 1957, с. Чистюнька, Алтайський край  ) - українська поетеса та письменниця, авторка кіносценаріїв. (псевдонім - Наіда Туалти).
Народилась 26 травня 1957 року на Алтаї, в селі Чистюнька Топчихинського району, в родині учасника Другої світової війни Павла Миколайовича і Пелагеї Кирилівни Тубальцевих. Виросла в Криму (с. Аккоз).
Закінчила Одеський гідрометеорологічний інститут.
Живе в Дніпрі.
Дружина поета, мистецтвознавця, художника Віталія Старченка. 
Працювала синоптиком в аеропорту. З 1993 року – літературним редактором: в Дніпровській філармонії, на телебаченні, в газеті.
Була керівником Дніпропетровського осередку партії «Конгрес українських націоналістів».

## Біографія
Дитинство провела в Криму. Навчалася на синоптика в Одеському гідрометеорологічному інституті. Працювала гідрометеорологом в Єревані, літературним редактором на телебаченні і в газеті «Джерело», директором історичного музею Новомосковська.

## Нагороди
- 1996 — ІІІ премія Всеукраїнського конкурсу сучасної прози «У свічаді слова»
- 2000 — премія журналу «Кур'єр Кривбасу» за найкращий прозовий твір
- 2012 — Літературна премія імені Ірини Вільде за книжку «Дніпровські капричос»
- 2013 — Коронація слова 2013 за п'єсу «Золотий поріг»
- 2014 — Коронація слова 2014, спеціальна відзнака за кіносценарій «Троянда вітрів»
- 2022 –  Коронація Слова-2022, спецвідзнака за драму про Казимира Малевича.
- 2024 –  літературний конкурс «Богуславська мініатюра», переможниця